# Tarubá
Tarubá ist ein süßlich-aromatisches, leicht berauschendes Getränk, das im Norden Brasiliens hergestellt wird.
Es wird aus Beijus, kleinen Kuchen aus Maniok- oder Tapiocamehl, hergestellt, die kurz eingeweicht werden und dann in Curumi- und Bananenblätter eingewickelt werden. 
Diese werden einige Tage lang liegengelassen, bis die Beijus eine teigige, sirupartige Masse bilden. Diese wird durch ein Sieb passiert und in Wasser aufgelöst. Wenn sich das Ganze gesetzt hat, kann man es trinken.
Dieses Getränk wurde durch die portugiesischen Kolonisatoren von den Ureinwohnern Brasiliens übernommen.